# Geoestadística
La geoestadística (del grec γεωγραφία, geografia; de geos, "terra" i "estadística": ciència matemàtica relacionada amb la recopilació, anàlisi, interpretació i representació de dades), paraula composta que ve de geo i estadística, té els seus orígens en la geometria, en les mesures de la terra. Es tracta, doncs, d'una branca dins la geografia matemàtica. Aquesta darrera estudia la superfície terrestre, estudiant la seva representació matemàtica i la seva relació amb la lluna i el sol. Es diu que els egipcis eren experts mesuradors de les parcel·les, ja que com les seves terres s'inundaven cada any amb el riu Nil, era important per ells mesurar els conreus. Més tard, els grecs, van generar la teoria, és a dir, la geometria. I ja al segle xx, en la mineria, i davant de la quantitat de dades que es requerien per identificar els recorreguts que s'havien de seguir per arribar a trobar els minerals, es van seguir uns patrons de distribució espacial.
Pel que fa a la geoestadística, va ser interpretada per Georges Matheron (1962), definint-la com "l'aplicació del formalisme de les funcions aleatòries al reconeixement i estimació dels fenòmens naturals". Aquests fenòmens es caracteritzen per la distribució espacial d'una o més variables, que reben el nom de variables regionalitzades.
Una de les coses que distingeix a les sèries de dades en geociències de la majoria d'altres ciències, és que les dades tenen una localització en l'espai. Les característiques espacials de les sèries de dades, tals com, la localització de valors extrems, la tendència del conjunt del grau de comunitat espacial, etc., són de gran interès en els estudis geològics i geominers, però les eines estadístiques clàssiques uni i bivariants no ho descriuen, per tant han d'utilitzar altres eines que permetin incorporar la ubicació geogràfica de les dades. En termes generals, aquesta disciplina és útil per trobar els patrons de distribució espacial de variables numèriques i amb això fer una interpolació mitjançant la qual es pot fer un mapa per exemple.

## Definició
El principi bàsic de la geoestadística és modelitzar la variació espacial contínua d'una variable com un procés aleatori. Concretament, considera el valor de la variable estudiada en les posicions desconegudes com el resultat d'un conjunt de variables aleatòries correlacionades.
Aquest plantejament de la geoestadística parteix de la crítica dels mètodes convencionals d'interpolació mitjançant pesos assignats en funció de la distància o de la posició. Entre els defectes dels mètodes basats en la ponderació per la distància o la posició, la geoestadística assenyala la dificultat per establir el criteri per a escollir els factors de ponderació, la manca de criteri per a escollir la distància fins a la qual considerar els efectes dels valors coneguts sobre el valor a estimar, la manca de mesures de la fiabilitat de les estimacions obtingudes, i la dificultat que un mateix mètode d'estimació sigui vàlid en tota mena de situacions. Contràriament a la ponderació basada en la distància o la posició, pròpia de l'estadística espacial, la geoestadística proposa ponderar els valors dels punts de mostra per mitjà d'alguna mesura de similitud amb el valor a estimar. Aquesta similitud es pot mesurar estadísticament mitjançant la covariància o la correlació entre els valors dels punts de mostra (Clark, 1979).
Per estimar el valor de la variable d'interès Z en una posició x de valor desconegut, la geoestadística considera que el valor de Z a la posició x, Z(x), és un valor aleatori, pel fet que no ha estat mesurat, però només parcialment aleatori, ja que el valor Z(x) desconegut és definit per una funció de distribució de probabilitat acumulada que depèn d'informació coneguda respecte al valor Z(x):
F(z,x) = Prob {Z(x) < z | informació}

on F(z, x) és la funció que estima un valor z per a una posició x segons la funció de probabilitat acumulada que el valor de Z a la posició x, Z(x), sigui igual o inferior z donada la informació disponible sobre la variació de Z a la posició x
La informació per a construir la funció de probabilitat acumulada que permet estimar el valor de Z a la posició x típicament és el coneixement dels valors de la variable d'interès Z a les posicions properes a x, o veïnat de x. Aleshores, assumint que existeix continuïtat espacial, la funció de probabilitat acumulada de Z(x) es pot restringir en aquest veïnat, de manera que Z(x) només pot tenir valors similars als valors que hi ha en el veïnat de x. Contràriament, en cas que no es pugui assumir la continuïtat espacial de Z, Z(x) pot prendre qualsevol valor.
La continuïtat espacial d'una variable aleatòria es pot descriure per mitjà d'un model de continuïtat espacial que pot prendre forma de funció paramètrica, com en el cas dels mètodes de geoestadística basats en semivariogrames, entre els quals la interpolació per krigatge, o bé una forma no paramètrica, en el cas dels mètodes geoestadístics com és ara la simulació multipunt o les tècniques pseudogenètiques.
Quan s'aplica un sol model espacial a tot un domini espacial, s'assumeix que la variable d'interès Z és -o esdevé a conseqüència de- un procés estacionari, de manera que les mateixes propietats estadístiques són aplicables a tot el domini espacial. La geoestadísitica comprèn tant mètodes que assumeixen estacionarietat com mètodes que no.
Els mètodes de modelització de superfícies de la geoestadística se solen classificar segons que la finalitat sigui:
Estimació dels valors de Z en posicions en què és desconeguda, típicament a partir del valor esperat, la mitjana o la moda de la variable segons la funció de probabilitat acumulada, amb l'objectiu d'obtenir una interpolació de la variable de superfície a partir d'un conjunt de punts de mostreig.
Simulació utilitzant tota la funció de probabilitat acumulada, de manera que s'obtingui cada un dels possibles valors de Z en les posicions en què és desconeguda, que corresponen a diferents escenaris derivats d'assumir múltiples solucions possibles a la interpolació de la variable de superfície. Cada una de les realitzacions de Z constitueix un escenari alternatiu diferent, segons determinats supòsits, i dona lloc a un mapa de probabilitat de la superfície diferent.
La geoestadística comprèn un cert nombre de mètodes per a resoldre necessitats tant d'estimació, o interpolació, com de simulació.

## Història
L'estudi de fenòmens amb correlació espacial, per mitjà de mètodes geoestadístics, va sorgir al voltant dels anys seixanta, especialment amb el propòsit de precedir valors de les variables en llocs no mostrejats. Com antecedents se citen treballs de personatges com Sichel (1947:1949) i Krige (1951). El primer esmentat va observar la natura asimètrica de la distribució del contingut d'or de les mines sud-africanes, equiparant-la a la distribució. Ell va permetre una primera estimació de les reserves, però sota el supòsit que les mesures eren independents, en contradicció amb l'experiència que existeixen “zones” més riques que altres. Una primera aproximació a la solució d'aquest problema va ser donada pel geòleg G. Krige que va proposar una variant del mètode de mesures mòbils, el qual podia considerar-se com l'equivalent al “krigejat” simple que resulta un dels mètodes d'estimació lineal en l'espai amb majors qualitats teòriques.
La formació rigorosa i la solució al problema de predicció ve de la mà de Matheron, abans esmentat, sorgida a l'escola de mines de París. En els anys següents, la teoria es va anar perfilant, ampliant el seu camp de validesa i reproduint les hipòtesis necessàries. De la mineria les tècniques geoestadístiques, s'han exportat a molts altres camps com la hidrologia, física del sòl, ciències de la terra i més recentment al monitoratge ambiental i el processament d'imatges satèl·lit.
Tot i que l'aplicació de l'eina geoestadística és força recent, són innombrables els exemples en els quals s'ha utilitzat aquesta tècnica en estudis ambientals amb la intenció de predir fenòmens espacials. La columna vertebral de l'anàlisi geoestadístic és la determinació de l'estructura d'autorrelació entre les dades i el seu ús en la predicció dins de l'estudi d'informació georreferenciada són el disseny de xarxes de mostreig, la geoestadística multivariada y la simulació.
La geoestadística és només una de les àrees de l'anàlisi de dades espacials. és important reconèixer quan la informació georreferenciada és susceptible de ser analitzada per mitjà d'aquesta metodologia.
En l'estudi d'informació georreferenciada, de forma anàloga de com es precedeix en l'aplicació de molts procediments estadístics, la primera etapa que s'ha de complir és la de l'anàlisi exploratòria de dades (AED). Aquesta busca identificar la localització, variabilitat, forma i observacions extremes. Es fa una revisió de mètodes utilitzats en l'AED i es descriuen alguns particularment útils en el context de l'anàlisi d'informació georreferenciada. Posteriorment es fa una definició de conceptes bàsics dins de la teoria geoestadística.
Així mateix, cal descriure els procediments utilitzats per identificar de manera experimental l'estructura d'autocorrelació espacial, per algunes dades diferents, dins del conjunt de dades d'una mateixa variable.

## Tipologies de geoestadística
Geoestadística Lineal 1945-1965
La ciència, anomenada geoestadística, va tenir els seus orígens de H. S. Sichel el 1947 i 1949, en l'aplicació de la distribució lognormal en mines d'or, seguit per l'ara famosa contribució de D. G: Krige en l'aplicació de l'anàlisi de regressió entre mostres i blocs de mena, els quals van fixar la geoestadística lineal, a més de la introducció de la teoria de funcions aleatòries per B. Matern en l'estudi de la variació espacial d'una massa forestal. La generació de la geoestadística Lineal culmina en el treball de G. Matheron en la seva tesi doctoral de 1964 que porta el nom: “Las variables regionalizadas y su estimación”.
Geoestadística No Lineal 1966-1974
La segona generació va veure l'establiment de l'escola de Fontainebleau, el maig de 1968, va ser creat el Centre de Geoestadística, en l'atmosfera tranquil·la de Fontainebleau segons va explicar Matheron (1987). Aquesta ciència va tenir importants contribucions per part de M. David, A. G. Journel, P. Delfiner entre molts altres.
Tercera generació 1974- 1987
Va estar dedicada a resoldre problemes més complexos associats amb la selecció i combinació de blocs de mena, Matheron introdueix el model de Kriging Disjuntiu. La primera aplicació del Kriging va ser desenvolupada per A. Maréchel el 1975. Nombroses activitats relacionades amb el canvi de soport, la funció de transferència, selectivitat de distribució…van ocòrrer durant aquest període. El 1980 W. J. Kleingeld, va proposar el problema de l'estreta asimetria distribuïts en porcions discretes dels jaciments, la qual cosa tenia relació amb el desenvolupament de l'aproximació generalitzada de models isofactorials discrets.
En l'actualitat, els mètodes geoestadístics han sigut estesos a infinitat de camps relacionats amb les Ciències de la Terra. El desenvolupament de la informàtica moderna ha propiciat condicions per a la seva divulgació i aplicació.

## Principis i tradicions geogràfics
Hi ha una sèrie de principis que cal considerar, per a comprendre les eines de la geografia que es van anar desenvolupant i que han estat fonamentals pel sorgiment de teories i corrents geogràfiques contemporànies, com són:
- Principi de la localització: consisteix a ubicar un fet geogràfic; a més permet identificar el fenomen geogràfic. Va rebre el suport de Friedrich Ratzel.
- Principi de la comparació: és a través de la comparació científica que la geografia arriba a generalitzar i a universalitzar. Va ser estudiar per Carl Ritter.
- Principi de l'explicació: permet, en forma d'investigació, assenyalar que va passar; s'explica el fenomen a base de comprovacions. Va rebre el suport d'Alexander von Humboldt.
- Principi de la descripció: permet desxifrar i indagar sobre el fet geogràfic, analitzant la seva causalitat. Va ser promogut per Paul Vidal de la Blache.
- Principi de l'observació geogràfica: permet la visualització dels fenòmens geogràfics prenent com a referència que s'originen a la superfície terrestre o a l'espai en general.

Els geògrafs aborden l'estudi general del medi i les societats que l'habiten des de diverses tradicions, en alguns punts complementàries i, en altres, amb contradiccions o discrepàncies entre els diversos enfocaments. Aquestes són:
- Els geògrafs propers a la tradició física estudien diversos aspectes del medi físic, com el relleu, el clima o la vegetació.
- Els més propers a la tradició pròpia de la corologia estudien els sistemes territorials, ja siguin aquests espais naturals (sistemes naturals i regions naturals) o socials (regions humanes i espais socials).
- Els propers a la tradició ecològica estudien les interaccions entre els grups humans i el medi físic, però també el medi humanitzat.
- Els que es decanten més aviat per la tradició paisatgística, es concentren en l'estudi de paisatges naturals i paisatges culturals o humans.
- Els geògrafs partidaris de la tradició espacial estudien la localització i distribució de fenòmens naturals i culturals.
- Els geògrafs més propers a la tradició social estudien a les societats i als mitjans que aquestes habiten.
- De totes aquestes tradicions, dues d'elles han estat les principals al llarg del segle XX: la tradició corològica o regional i l'ecològica. A més, totes aquestes tradicions no han estat compartiments estancs, ja que molts geògrafs i escoles les han combinat i les relacionen de formes diverses.

## Conceptes de geoestadística
La geoestadística utilitza un seguit de conceptes que, juntament amb els diferents mètodes d'anàlisi, conformen el seu cos teòric. Alguns dels més rellevants són els següents.

### Procés estacionari, estacionarietat
Un procés estacionari és un procés espacial aleatori en el qual la variació dels atributs depèn exclusivament de la posició relativa de les localitzacions en què han estat mesurats. La condició d'estacionarietat implica que les propietats estadístiques del procés es mantenen en el conjunt de l'àrea d'estudi o domini espacial.
Hi ha diferents tipus d'estacionarietat, segons les propietats espacials a què fa referència la condició d'estacionarietat:
Estacionarietat de primer ordre
L'estacionarietat de primer ordre, anomenada també estacionarietat mitjana, descriu un procés espacial aleatori en el qual una variable espacial aleatòria té el mateix valor mitjà en totes les localitzacions.
Estacionarietat de segon ordre
L'estacionarietat de segon ordre és la propietat d'un procés espacial aleatori en què una variable espacial aleatòria té una mitjana constant i una covariància espacial que depèn únicament de la distància i de la direcció que separa dues localitzacions qualssevol.
Estacionarietat intrínseca
L'estacionarietat intrínseca, anomenada també estacionarietat feble, és la propietat d'un procés espacial aleatori en què una variable espacial aleatòria té una mitjana constant i un semivariograma que depèn únicament de la distància i de la direcció que separa dues localitzacions qualssevol.
No-estacionarietat
Complementàriament, es defineix la no-estacionarietat com la condició dels processos estocàstics que tenen una distribució de probabilitat que canvia en diferents posicions de l'espai o moments del temps.
Hipòtesi intrínseca
La hipòtesi intrínseca és una versió reduïda d'estacionarietat espacial en la qual els requeriments d'estacionarietat es limiten a les diferències entre valors en diferents posicions, i no a la variable regionalitzada. La hipòtesi intrínseca és útil per a modelitzar variables regionalitzades en què la forma del semivariograma és una funció de la mida del domini espacial.

### Variable regionalitzada
Una variable regionalitzada es defineix com una funció estocàstica definida en un espai mètric que representa la variació dels fenòmens naturals que són massa irregulars a l'escala d'interès per a poder modelitzar-los analíticament er mitjà d'una funció matemàtica determinista i s'han de modelitzar mitjançant un model estocàstic
En una variable regionalitzada, la variació es descompon en tres components: tendència, correlació espacial i soroll aleatori. En una aproximació estadística clàssica, com per exemple l'anàlisi de superfície de tendència, la variació preveu només dos components: la tendència, que es modelitza com a funció polinòmica de la posició, i el component residual.
Tendència, en el cas d'una variable regionalitzada, és la variació estructural descrita per mitjà d'una funció probabilística. La tendència correspon al component de variació de llarga distància.
Correlació espacial, en el cas d'una variable regionalitzada, és la correlació que presenten dues o més variables distribuïdes en l'espai mostrejades aleatòriament, de manera que la correlació depèn de la distància o de la direcció entre les localitzacions de les observacions. L'estructura de correlació espacial és el patró de variabilitat espacial d'un fenomen, el qual depèn del mostreig realitzat per a mesurar-lo. L'existència de diferents estructures de correlació espacial en diferents conjunts de dades afecta i limita les possibilitats de combinar diferents conjunts de dades espacials de forma significativa o correcta. Les diferències d'estructura de correlació espacial poden obeir a diferències genuïnes de variabilitat espacial dels diferents fenòmens, al fet d'haver estat mesurats a escales o a resolucions diferents o al fet d'haver imposat algun tipus d'unitat territorial d'anàlisi arbitrària. La correlació espacial correspon al component de variació de curta distància, que habitualment es modelitza com a variació aleatòria espacialment dependent.
Soroll aleatori, en el cas d'una variable regionalitzada, és la variació dels valors d'una variable d'un model espacial que no pot ser descrita per la funció del model i que no està correlacionada espacialment. El soroll aleatori inclou l'error de mesura i la variació a escales inferiors a l'escala de mostreig de les dades. El soroll aleatori sovint s'anomena també residu (nugget). El soroll aleatori és la variació residual, romanent un cop descomptades la variació de llarg abast i la variació local
El krigatge es basa en la teoria de variables regionalitzades per a incorporar informació sobre els aspectes estocàstics de la variació espacial en el càlcul de les funcions de ponderació utilitzades per a la interpolació.

### Funció de covariància, autocovariància
Covariància és la mesura estadística de la variació conjunta de dues variables. A diferència de la correlació, la covariància no és adimensional, sinó que les seves unitats de mesura són les unitats de mesura d'una de les variables multiplicades per les unitats de mesura de l'altra variable. Normalitzant la covariància s'obté la correlació.
La funció de covariància descriu la variància d'un procés estocàstic o variable aleatòria. Quan la covariància fa referència a la variació conjunta dels valors d'una mateixa variable aleatòria en diferents posicions s'anomena autocovariància:
{\displaystyle C(X,Y):=COV(Z(x),Z(y))}
on C(x,y) és la funció de covariància, en aquest cas autocovariància que dona el valor covariància entre els valors de la variable aleatòria a les localitzacions x i y.

### Semivariància
En geoestadística, i en particular en la interpolació mitjançant el mètode de krigatge, s'utilitza la semivariància, que es defineix com la meitat de la variància entre les diferències de valors separats per una determinada distància o separació:
{\displaystyle y=var(z(x+h)-z(x))/2}

on γ és la semivariància de les diferències de valors de la variable aleatòria z entre dues posicions separades per una separació hz(xi) és el valor de la variable aleatòria z en la posició xi z(xi+h) és el valor de la variable aleatòria z en la posició xi més una separació h
La semivariància experimental, calculada a partir dels valors de la variable d'interès en els punts de mostreig, on:

és la semivariància experimental per a una separació h
```
z
(xi) és el valor mesurat de la variable aleatòria 
z
 en la posició xi 

z
(xi+h) és el valor mesurat de la variable aleatòria 
z
 en la posició xi més una separació h

n
(h) és el nombre de parells de punts separats per una separació 
h
```

### Semivariograma, variograma
Semivariograma és la funció que estima la semivariància a partir de la separació i, per extensió, el gràfic que representa la semivariància en funció de la separació, encara que quan es tracta del gràfic caldria dir-ne semivariograma experimental, per distingir-lo de la funció teòrica del semivariograma de la variable aleatòria, però és corrent dir-ne simplement semivariograma.
El semivariograma s'utilitza per a descriure la correlació espacial d'una variable espacial aleatòria. El semivariograma proporciona una descripció quantificada de la variació regionalitzada d'una variable espacial aleatòria, permet identificar els patrons de variabilitat espacial, optimitzar la separació i ajustar un model de semivariograma que serveix per a la interpolació espacial de la variable analitzada mitjançant el mètode de krigatge.
D'acord amb la fórmula de càlcul de la funció de semivariograma, variograma és la funció. És a dir, el variograma és el doble de la funció de semivariograma i, per tant, és la funció que estima la variància d'una variable espacial aleatòria a partir de la separació. En geoestadística, per simplicitat s'utilitza la funció (i el gràfic) de semivariograma. Aquest fet ha provocat que sovint s'utilitzi incorrectament variograma com a sinònim de semivariograma. Confusió que cal evitar (Bachmaier and Backes, 2008).

### Separació, sostre, abast, residu, interval d'agrupació
Els conceptes d'abast, sostre, residu, separació i interval d'agrupació són propis de la interpretació de semivariogrames i de l'aplicació del mètode de krigatge.
Separació
La separació (lag) és la distància entre punts de mostreig emprada en la construcció d'un semivariograma. Una separació apropiada permet reconèixer la variació espacial deguda a la distància i el patró de correlació espacial.
Sostre
Sostre (sill) és el valor màxim que pot assolir la funció de semivariància en un semivariograma, al qual tendeix asimptòticament la corba ajustada als valors de les observacions. El sostre s'interpreta com a absència de correlació espacial quan la distància entre observacions esdevé gran, i, per tant, el valor del sostre correspon a la semivariància de la variable aleatòria.
A més del sostre, s'utilitza també el concepte de sostre parcial, que és la diferència entre el sostre i el residu en un semivariograma. El valor del sostre parcial correspon a la semivariància de la variable aleatòria sense residu.
Abast
Abast (range), en un semivariograma, és el valor de separació que indica la distància màxima en què existeix autocorrelació entre les variables i en què la corba del semivariograma assoleix el sostre.
Residu
El residu (nugget) és el component de variació no espacial d'una variable regionalitzada que representa l'error independent causat pel mesurament o pels nivells de variació fina que no poden ser detectats amb l'interval de mostreig emprat. El residu apareix com una discontinuïtat en l'origen d'un semivariograma.
Interval d'agrupació
L'interval d'agrupació (bin) és l'interval de distància que agrupa separacions de distància i de direcció similars. L'interval d'agrupació es calcula dividint l'àrea de mostreig en sectors i serveix per a calcular el semivariograma empíric en el krigatge.

## Mètodes de geoestadística
Estimació
El mètode bàsic d'estimació o d'interpolació en geoestadística és el krigatge. Això no obstant hi ha moltes varietats diferents de krigatge, amb diferents supòsits d'estacionarietat i de variació regionalitzada:
- krigatge
- krigatge de punts
- krigatge disjuntiu
- krigatge estratificat
- krigatge indicador
- krigatge multivariable
- krigatge no lineal
- krigatge ordinari
- krigatge per blocs
- krigatge probabilístic
- krigatge simple
- krigatge universal
- Simulació

Els mètodes de simulació en geoestadística són força variats, ja que preveuen diferents supòsits i tipus de models:
- Agregació
- Desagregació
- Simulació espectral
- Probabilitats de transició
- Simulació booleana
- Models genètics
- Models pseudogenètics
- Simulació multipunts
- I adaptacions als principis de la geoestadística de mètodes no estrictament geoestadístics, com és ara les cadenes de Markov o els autòmates cel·lulars.

## Avantatges de la geoestadística
Un dels avantatges de la geoestadística és que podem conèixer la incertesa del mesurament i això ja és un gran avanç. A més és possible utilitzar covariables per estimar de manera indirecta valors de la propietat o variable principal en llocs no mostrejats i, per tant, fer millors mapes. També és possible fer mapes probabilístics de zones que superar un valor llindar de la variable d'interès o principal.
La variable principal o la variable d'interès i les seves aplicacions són una àmplia gamma de disciplines ambientals, tals com l'agricultura, la geologia, la hidrologia, ecologia i un llarg etcètera, així com les disciplines socioeconòmiques com la geografia humana, econometria espacial, epidemiologia i l'ordenació del territori, i altres tantes coses com variables numèriques hi hagi però tenint en compte la seva localització geogràfica. Malgrat que la seva localització pugui ser temporal.
Actualment la geoestadística s'ha popularitzat, ja que els ordinadors (PC) faciliten la feina de manipulació de dades, perquè hi ha software que milloren les operacions matemàtiques, perquè el GPS és econòmic i perquè el medi ambient és rellevant importància avui dia.

## Temes relacionats
- Anàlisi espacial
- Estadística espacial
- Interpolació espacial
- Krigatge
- Semivariograma
- Superfície
- Superfície de tendència